# مایکل کاتن-جونز
مایکل کاتن-جونز (به انگلیسی: Michael Caton-Jones) (زاده ۱۵ اکتبر ۱۹۵۷) کارگردان و بازیگر اسکاتلندی است.
از فیلم‌های او می‌توان به شغال اشاره کرد.